# Giuliano Sarti
Giuliano Sarti (* 2. Oktober 1933 in Castello d’Argile; † 6. Juni 2017 in Rom) war ein italienischer Fußballspieler und -trainer.

## Karriere

### Verein
Seine Karriere im bezahlten Fußball begann Sarti 1954 bei der Fiorentina, für die er 220 Spiele bestritt. 1963 wechselte er zu Inter, wo er bis 1968 148 Ligaspiele absolvierte. Er beendete seine Karriere 1969 nach zehn weiteren Spielen für Juventus Turin.
Seine größten Erfolge errang Sarti bei Inter Mailand unter Trainer Helenio Herrera. Als Torwart des Grande Inter bildete er in den sechziger Jahren zusammen mit Tarcisio Burgnich und Giacinto Facchetti das legendäre Dreigestirn Sarti – Burgnich – Facchetti, das die wichtigste Stütze für Inters Catenaccio bildete.
Mit Inter gewann Sarti 1964 und 1965 sowohl den Europapokal der Landesmeister als auch den Weltpokal. 1967 wurde er in eine Weltelf berufen, die anlässlich des 65. Geburtstags von Ricardo Zamora gegen Spanien spielte.
Sarti errang drei italienische Meisterschaften, 1956 mit Fiorentina, 1965 und 1966 mit Inter. Italienischer Pokalsieger wurde er 1961 mit Fiorentina. Im selben Jahr gewann er mit dieser Mannschaft auch den Europapokal der Pokalsieger, musste jedoch im doppelten Endspiel seinem Mannschaftskameraden Albertosi weichen.

### Nationalmannschaft
In der italienischen Nationalmannschaft kam Sarti zwischen 1959 und 1967 nur achtmal zum Einsatz, da er mit Enrico Albertosi einen starken Konkurrenten hatte. Er bestritt die ersten zwei Qualifikationsspiele zur Fußball-Europameisterschaft 1968. Am 26. November 1966 in Neapel gegen Rumänien (3:1) und am 22. März 1967 in Nikosia beim 2:0-Erfolg gegen Zypern, wo Spielführer Giacinto Facchetti in der 88. Minute den Treffer zum 2:0-Endstand erzielte.
Zuletzt lebte Sarti bei Florenz.